# Selva mosaico costera de KwaZulu y El Cabo
La selva mosaico costera de KwaZulu y El Cabo es una ecorregión de la ecozona afrotropical, definida por WWF, que se extiende por la costa oriental de Sudáfrica, en las provincias de KwaZulu-Natal y Oriental del Cabo.

## Descripción
La selva mosaico costera de KwaZulu y El Cabo ocupa la húmeda franja costera entre el océano Índico y las estribaciones de los montes Drakensberg. Forma parte de una sucesión de selvas costeras que se extienden a lo largo de la costa africana del Índico desde el sur de Somalia hasta Sudáfrica.
El límite norte de la ecorregión es el cabo Santa Lucía, en KwaZulu-Natal, donde deja paso a la selva mosaico costera de Maputaland. El límite meridional es el cabo San Francisco, al este de Port Elizabeth, donde se encuentra con la selva montana de Knysna y los montes Amatole.
La ecorregión tiene un clima estacional húmedo subtropical. Las precipitaciones anuales varían entre 900 y 1500 mm. La parte norte recibe en general más precipitaciones, sobre todo en verano, mientras que la parte sur recibe la mayor parte de sus precipitaciones en invierno, por influencia de la región de clima mediterráneo que se encuentra más al oeste. Las precipitaciones disminuyen al alejarse de la costa; por encima de 300 (en el sur) a 450 (en el norte) m s. n. m. la selva mosaico costera es reemplazada por el matorral de Maputaland-Pondoland, más seco, en las estribaciones de los montes Drakensberg.

## Flora
Esta ecorregión incluye un mosaico de diferentes comunidades vegetales, como selvas costeras, selvas arenosas, selvas sobre dunas, selvas seca conocidas con el nombre de selva de Alexandria, praderas, bosques de palmeras y matorrales espinosos. Las selvas típicas están formadas por árboles siempreverdes, mezclados con árboles caducifolios y semicaducifolios.

## Fauna
La región es rica en mamíferos, sobre todo insectívoros, murciélagos, lagomorfos, roedores y carnívoros.

## Endemismos
El 40% de las especies vegetales leñosas son endémicas.
El topo dorado gigante (Chrysospalax trevelyani), endémico de la ecorregión, está en peligro de extinción.
Hay varios reptiles y anfibios endémicos:
- la rana de Boneberg (Natalobatrachus bonebergi)
- el camaleón enano del Transkei (Bradypodion caffrum)
- el escinco de Günther (Scelotes guentheri)
- el escinco ápodo Acontias poecilus
- el geco Cryptactites peringueyi

## Estado de conservación
En peligro crítico. 
En casi la mitad de la ecorregión, la selva ha sido transformada de alguna manera. La principal amenaza es la explotación de los recursos naturales de la selva.

## Protección
Sólo el 9% de la ecorregión está protegido, repartido en un gran número de pequeñas reservas inconexas:
- Reserva Natural de Amatikulu
- Reserva Natural de East London Coast
- Reserva Natural de Great Fish River
- Reserva Natural de Geelkrans
- Reserva Natural de Sunshine Coast
- Reserva Natural Vernon Crookes
- Reserva Natural de Woody Cape
- Reserva de Caza de Hluleka
- etc